# Sjukvårdsregion
En sjukvårdsregion består av ett kommunalförbund med sjukvårdshuvudmän som samverkar kring utnyttjandet av regionens sjukvårdsresurser. Medlemmarna i Sveriges sex sjukvårdsregioner utgörs av regioner, det vill säga svenska sekundärkommuner. Region Halland är den enda part som är medlem i två olika kommunalförbund, eftersom de södra kommunerna Halmstads kommun, Hylte kommun och Laholms kommun i Hallands län ingår i Södra sjukvårdsregionen och de norra kommunerna Kungsbacka kommun, Varbergs kommun och Falkenbergs kommun i Västra sjukvårdsregionen.
Vilken sjukvårdsregion en patient tillhör avgör exempelvis vilket universitetssjukhus denne remitteras till när det erfordras specialistvård. Inom varje sjukvårdsregion finns det minst ett universitetssjukhus, vars resurser utgör dess regionsjukhus. Sjukvårdsregion Mellansverige har dock regionsjukhus i både Uppsala och Örebro, och Skånes universitetssjukhus finns i Lund och Malmö. I de län där det inte finns något regionsjukhus placerat finns det istället länssjukhus som utgör resurs inom respektive region.
Motsvarigheten till sjukvårdsregioner i Finland är samarbetsområden för social- och hälsovården som ansvarar för universitetssjukhusen i Helsingfors, Kuopio, Tammerfors, Uleåborg och Åbo.

## Regionerna

Norra sjukvårdsregionen
Sjukvårdsregion Mellansverige
Stockholms sjukvårdsregion
Sydöstra sjukvårdsregionen
Västra sjukvårdsregionen
Södra sjukvårdsregionen

| Region                        | Medlemmar                  | Län                        | Kommuner           |
| ----------------------------- | -------------------------- | -------------------------- | ------------------ |
| Norra sjukvårdsregionen       | Region Norrbotten          | Norrbottens län            | Samtliga kommuner  |
| Norra sjukvårdsregionen       | Region Jämtland Härjedalen | Jämtlands län              | Samtliga kommuner  |
| Norra sjukvårdsregionen       | Region Västerbotten        | Västerbottens län          | Samtliga kommuner  |
| Norra sjukvårdsregionen       | Region Västernorrland      | Västernorrlands län        | Samtliga kommuner  |
| Sjukvårdsregion Mellansverige | Region Gävleborg           | Gävleborgs län             | Samtliga kommuner  |
| Sjukvårdsregion Mellansverige | Region Dalarna             | Dalarnas län               | Samtliga kommuner  |
| Sjukvårdsregion Mellansverige | Region Uppsala             | Uppsala län                | Samtliga kommuner  |
| Sjukvårdsregion Mellansverige | Region Värmland            | Värmlands län              | Samtliga kommuner  |
| Sjukvårdsregion Mellansverige | Region Örebro län          | Örebro län                 | Samtliga kommuner  |
| Sjukvårdsregion Mellansverige | Region Västmanland         | Västmanlands län           | Samtliga kommuner  |
| Sjukvårdsregion Mellansverige | Region Sörmland            | Södermanlands län          | Samtliga kommuner  |
| Stockholms sjukvårdsregion    | Region Stockholm           | Stockholms län             | Samtliga kommuner  |
| Stockholms sjukvårdsregion    | Region Gotland             | Gotlands län               | Samtliga kommuner  |
| Sydöstra sjukvårdsregionen    | Region Östergötland        | Östergötlands län          | Samtliga kommuner  |
| Sydöstra sjukvårdsregionen    | Region Jönköpings län      | Jönköpings län             | Samtliga kommuner  |
| Sydöstra sjukvårdsregionen    | Region Kalmar län          | Kalmar län                 | Samtliga kommuner  |
| Västra sjukvårdsregionen      | Västra Götalandsregionen   | Västra Götalands län       | Samtliga kommuner  |
| Västra sjukvårdsregionen      | Region Halland             | Hallands län (Norra delen) | Kungsbacka kommun  |
| Västra sjukvårdsregionen      | Region Halland             | Hallands län (Norra delen) | Varbergs kommun    |
| Västra sjukvårdsregionen      | Region Halland             | Hallands län (Norra delen) | Falkenbergs kommun |
| Södra sjukvårdsregionen       | Region Halland             | Hallands län (Södra delen) | Halmstad kommun    |
| Södra sjukvårdsregionen       | Region Halland             | Hallands län (Södra delen) | Hylte kommun       |
| Södra sjukvårdsregionen       | Region Halland             | Hallands län (Södra delen) | Laholms kommun     |
| Södra sjukvårdsregionen       | Region Blekinge            | Blekinge län               | Samtliga kommuner  |
| Södra sjukvårdsregionen       | Region Kronoberg           | Kronobergs län             | Samtliga kommuner  |
| Södra sjukvårdsregionen       | Region Skåne               | Skåne län                  | Samtliga kommuner  |

## Regionsjukvård
Inom regionsjukvården utgör varje universitetssjukhus ett resurscentrum för regionen, men utöver detta tillkommer en specialisering mellan de olika enheterna på nationell nivå där man tillhandahåller den mest avancerade vården inom olika riksspecialiteter, exempelvis hjärtkirurgi, behandling av allvarliga brännskador, etc. Källa över sjukvårdsregionernas indelning. Nyaste aktuella befolkningssiffror syns nedan. 
| Region                        | Regionsjukhus                     | Tätort    | Befolkningsunderlag |
| ----------------------------- | --------------------------------- | --------- | ------------------- |
| Norra sjukvårdsregionen       | Norrlands Universitetssjukhus     | Umeå      | 904 055             |
| Sjukvårdsregion Mellansverige | Akademiska sjukhuset              | Uppsala   | 2 153 475           |
| Sjukvårdsregion Mellansverige | Universitetssjukhuset             | Örebro    | 2 153 475           |
| Stockholms sjukvårdsregion    | Karolinska Universitetssjukhuset  | Stockholm | 2 534 278           |
| Sydöstra sjukvårdsregionen    | Universitetssjukhuset             | Linköping | 1 088 807           |
| Västra sjukvårdsregionen      | Sahlgrenska Universitetssjukhuset | Göteborg  | 1 975 020           |
| Södra sjukvårdsregionen       | Skånes universitetssjukhus        | Lund      | 1 932 075           |
| Södra sjukvårdsregionen       | Skånes universitetssjukhus        | Malmö     | 1 932 075           |
| Datum: 2024-12-31             |                                   |           |                     |